# Pomnik Armii Krajowej w Sopocie
Pomnik Armii Krajowej w Sopocie – pomnik w parku im. sanitariuszki Inki w Sopocie, poświęcony poległym i pomordowanym żołnierzom Armii Krajowej. Rzeźba Tadeusza Markiewicza na cokole wykonanym przez Leona Czerwińskiego. 
Pomnik postawiono w 1998 naprzeciwko gmachu Wydziału Zarządzania Uniwersytetu Gdańskiego przy alei Armii Krajowej, między przecznicami: 1 Maja i Władysława Sikorskiego.
W parku w jego pobliżu znajduje się skromniejszy Pomnik Danuty Siedzikówny ps. "Inka".